# Selnica ob Dravi

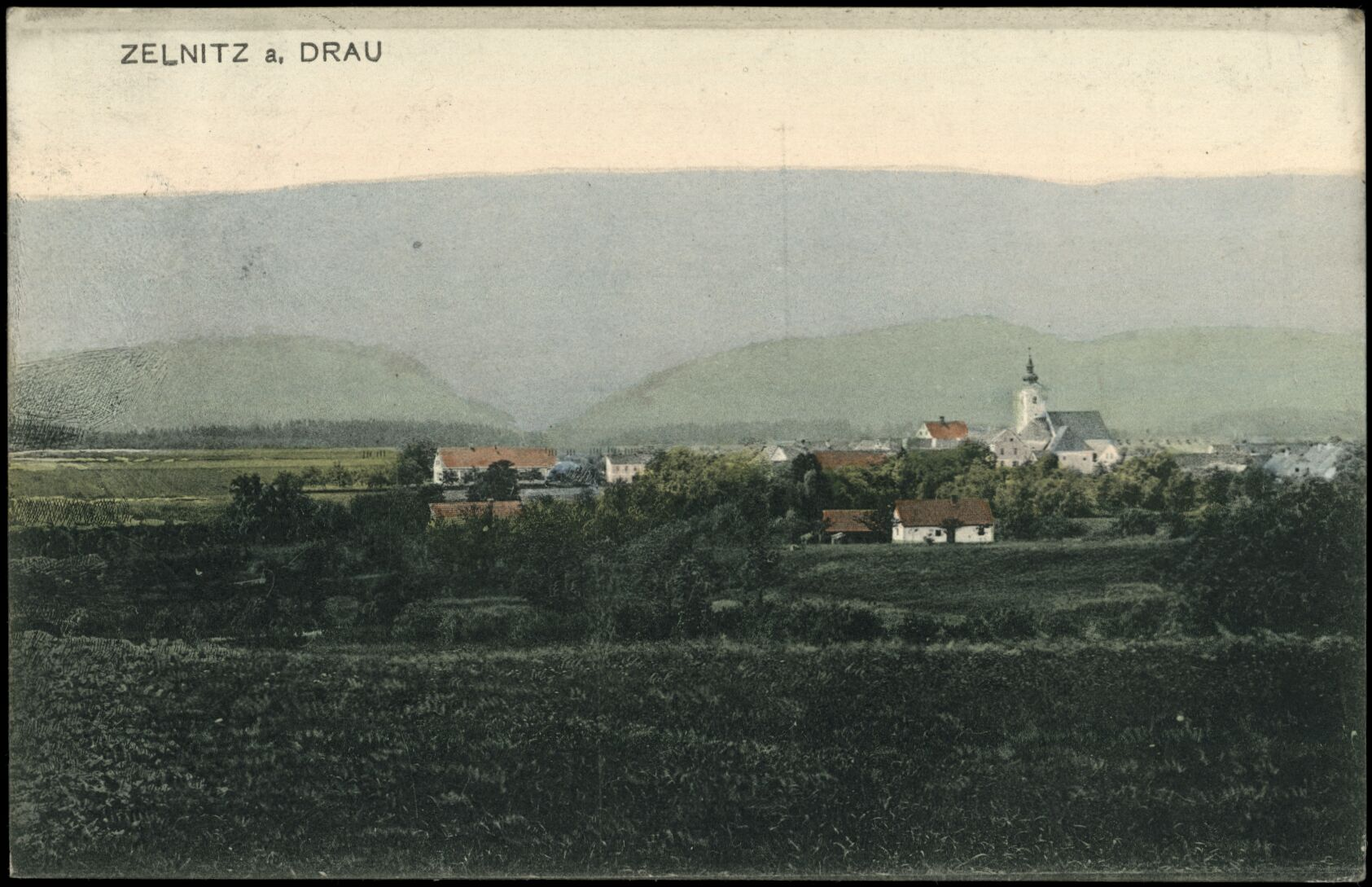
Selnica ob Dravi, 1912

Selnica ob Dravi (deutsch: Zellnitz an der Drau) heißt der Hauptort und Verwaltungssitz der Gemeinde Selnica ob Dravi in Slowenien. 
Er liegt etwa 12 km westlich von Maribor am nördlichen Ufer der Drau in der historischen Landschaft Spodnja Štajerska (Untersteiermark), Region Podravska.

## Geschichte
Die Siedlung wurde 1093 erstmals urkundlich erwähnt. Die Pfarrkirche der Hl. Marjeta wurde im Jahre 1372 das erste Mal benannt. 

## Persönlichkeiten
- Franz Xaver Weninger (1805–1888), Jesuit, Schriftsteller und Volksmissionar in USA